# Станюта, Стефания Михайловна
Стефа́ния Миха́йловна Станю́та (бел.  Стэфанія Міхайлаўна Станюта; 30 апреля [13 мая] 1905, 15 мая 1905 или 30 апреля 1905, Минск — 6 ноября 2000 или 7 ноября 2000, Минск) — советская, белорусская актриса театра и кино. Народная артистка СССР (1988).

М. П. Станюта «Портрет дочери», 1923, Национальный художественный музей Республики Беларусь

Надгробный памятник на Восточном кладбище

## Биография
Родилась 30 апреля (13 мая) 1905 года в Минске в семье белорусского художника М. П. Станюты.
В детстве побывала на официальной встрече царя Николая II с белорусским народом.
Училась в церковно-приходской школе, затем в Минской женской правительственной гимназии.
С 1918 года работала статисткой, хористкой и танцовщицей в Первом товариществе белорусской драмы и комедии Ф. П. Ждановича, на основе творческого коллектива которого в 1920 году был образован 1-й Белорусский государственный театр (ныне Национальный академический театр имени Янки Купалы), где продолжала играть. Первую роль Химки сыграла в 16 лет в пьесе «Ганка» В. И. Голубка.
В 1926 году окончила Белорусскую драматическую студию при МХАТ (класс В. Смышляева и С. Гиацинтовой). На базе этого выпуска в Витебске в 1926 году был создан Второй белорусский государственный драматический театр (ныне Национальный академический драматический театр им. Якуба Коласа), в котором играла до 1932 года.
С 1932 года и до конца своей жизни работала в Белорусском драматическом театре имени Я. Купалы в Минске. Всего сыграла около 200 ролей.
Война застала труппу театра в Одессе. В Минске у актрисы осталась семья, но театр ещё долго находился в Одессе, где актриса была начальником группы самозащиты. После переезда труппы в Томск, вела в госпитале театральный кружок с выздоравливающими бойцами.
В кино начала сниматься в 1958 году.
Стефания Станюта умерла 6 ноября 2000 года на 96-м году в Минске. Похоронена на Восточном кладбище (26 уч.).

### Семья
Отец — Михаил Петрович Станюта (1881—1974), белорусский, советский живописец, график, педагог. Мать — Христина Ивановна Станюта, домохозяйка, из крестьян.
Первый муж — Василий Роговенко. В годы сталинских репрессий был сослан в Магадан и тринадцать лет провёл в лагерях;
Сын — Александр Станюта (1936—2011), писатель, литературовед. Сыну дали фамилию матери, так как он был ребёнком «врага народа», а отчество — по второму мужу.
Второй муж — Александр Кручинский, офицер Красной Армии;
Жена сына — Ирина Михайлова-Станюта, учёный-экономист, профессор;
Правнучка — Мелитина Станюта (род. 1993), белорусская гимнастка (художественная гимнастика).

## Награды и звания
- Заслуженная артистка Белорусской ССР (1944)
- Народная артистка Белорусской ССР (1957)
- Народная артистка СССР (28.04.1988)[7]
- Государственная премия Белорусской ССР (1982) — за театральную работу
- Два ордена Трудового Красного Знамени (1980, 1985)
- Орден Дружбы народов (1977)
- Орден «Знак Почёта» (1955)
- Медаль «За трудовое отличие» (20.06.1940) — за выдающиеся заслуги в деле развития белорусского театрального и музыкального искусства
- Медаль «В ознаменование 100-летия со дня рождения Владимира Ильича Ленина»
- Медаль «За победу над Германией в Великой Отечественной войне 1941—1945 гг.»
- Медаль «За доблестный труд в Великой Отечественной войне 1941—1945 гг.»
- Медаль «Ветеран труда» (1975)
- Медаль Франциска Скорины (1995)
- Приз «Хрустальная Павлинка» (первая обладательница) (Союз театральных деятелей Беларуси, 1992)
- Приз «За выдающийся вклад в профессию» Международного фестиваля актёров кино «Созвездие» (Гильдия актёров кино России, 1991)
- Премия «За выдающийся вклад в славянский кинематограф» II МКФ «Золотой Витязь» (Россия, 1992)
- Академик Международной академии театра при Российском благотворительном общественном фонде содействия театру и телевидению «Маски».

## Творчество

### Роли в театре
- 1936 — «Волки и овцы» А. Н. Островского — Глафира Алексеевна
- 1937 — «Соловей» З. Бядули — Алена
- 1939 — «Кто смеётся последним» К. Крапивы — Зелкина
- 1944 — «Примаки» Я. Купалы — Паланея
- 1944 — «Разорённое гнездо» Я. Купалы — Марыля
- 1948 — «День чудесных обманов» («Дуэнья») Р. Шеридана — Дуэнья
- 1949 — «Особняк в переулке» братьев Тур — Эрна Курциус
- 1956 — «Соловей» З. Бядули — пани Вашемирская
- 1956 — «Госпожа министерша» Б. Нушича — Живка Попович
- 1963 — «Русские люди» К. М. Симонова — Мария Николаевна
- «Поздняя любовь» А. Н. Островского — Фелицата Антоновна Шаблова
- «Я, бабушка, Илико и Илларион» по Н. В. Думбадзе — Бабушка
- «Простая девушка» К. Л. Губаревича— Анна Петровна
- «Плач перепёлки» И. Г. Чигринова — Рипина
- «Люди на болоте» по И. П. Мележу — Кулина Чернушка
- «Верочка» А. Е. Макаёнка — Арина Родионовна
- «Три Ивана — три брата» А. В. Вольского (Зейделя)— Каргота
- «Скупой» Мольера — Элиза
- «Глупая для других, умная для себя» Л. де Веги — Диана
- «Игра с кошкой» И. Эркеня — Гиза
- «Двери хлопают» М. Фермо — Бабуля
- «Гарольд и Мод» К. Хиггинса и Ж.-К. Карьера — Мод
- «Молодая гвардия» по А. А. Фадееву — бабушка Вера
- «Машенька» А. Н. Афиногенова — тётя Мотя
- «Ромео и Джульетта» У. Шекспира — Кормилица
- «Заговор обречённых» Н. Е. Вирты — Рейчел
- «Дочь прокурора» Ю. И. Яновского — Бабушка
- «Вишнёвый сад» А. П. Чехова — Шарлотта
- «Страсти по Авдею» («Крик на хуторе») В. П. Бутромеева — мать Зуйка
- «Семья» И. Ф. Попова — Вера Васильевна Кашкадамова
- «Кремлёвские куранты» Н. Ф. Погодина — нищенка
- «Последняя жертва» А. Н. Островского — Михевна

## Фильмография
Кинематографическая известность актрисы связана, прежде всего, с фильмом Л. Е. Шепитько и Э. Г. Климова «Прощание с Матерой», в котором она сыграла роль старухи Дарьи.
- 1958 — Красные листья — эпизод
- 1958 — Счастье надо беречь — жена Никиты
- 1958 — Часы остановились в полночь — учительница
- 1959 — Строгая женщина — Катерина
- 1961 — Первые испытания — Ганна
- 1962 — Звезда на пряжке (киноальманах «Маленькие мечтатели») — женщина в черном
- 1964 — Письма к живым
- 1966 — Иду искать — эпизод
- 1967 — Дом и хозяин — мать Егора
- 1969 — Я, Франциск Скорина… — Аббатисса
- 1970 — Пятёрка отважных — бабушка Кешки
- 1971 — Запрос (короткометражный) — Фенька
- 1971 — Могила льва — мать Фёдора
- 1973 — И смех, и беда (короткометражный) — Агрипина
- 1973 — Тёща — тётя Маша
- 1974 — Великое противостояние —  Агеиха
- 1974 — Мы — хлопцы живучие — Матрёна Евсеевна
- 1974 — Приключения в городе, которого нет — тетя Полли
- 1976 — Воскресная ночь — старуха
- 1976 — Память земли — баба Поля
- 1976 — Тревожный месяц вересень — Серафима
- 1976—1978 — Время выбрало нас — Воронецкая
- 1977 — Воспоминание... — бабушка Пчелка
- 1977 — Про Красную Шапочку — 1-я злая старуха
- 1978 — Поговорим брат... — Дарья
- 1978 — Торговка и поэт — Мариля
- 1979 — Родное дело — мать
- 1980 — Атланты и кариатиды — мать Максима
- 1980 — Возьму твою боль — жена Шишковича
- 1980 — Половодье — Степановна
- 1980 — Третьего не дано — эпизод
- 1981 — Единственные мужчина — Неонила Степановна
- 1981 — Затишье — Вера Петровна
- 1981 — Оленья охота — селянка
- 1981 — О тебе — Ксения Александровна
- 1981 — Люди на болоте — знахарка
- 1981 — Прощание — Дарья
- 1981 — Родник — Ефросинья Ильинична
- 1982 — Живая радуга — бабушка Миши
- 1982 — Чужая вотчина — Мондриха
- 1983 — Сад — старуха, приютившая Машу
- 1983 — Белые росы — Киселиха
- 1983 — Плыви, кораблик… — Анна Николаевна Полунина
- 1984 — Неизвестный солдат — Антонина Васильевна Бокарева
- 1984 — Отряд — старуха
- 1984 — Радуница — Христина
- 1984 — Что у Сеньки было — бабка Вера
- 1985 — Мама, я жив — Домна Филипповна
- 1985 — Поклонись до земли — Мария
- 1985 — Не ходите, девки, замуж — Михеевна
- 1985 — Холода в начале весны (короткометражный) — бабушка Виктора
- 1985 — Экзамен на директора — Клавдия Петровна
- 1986 — Не забудьте выключить телевизор — Калерия Павловна
- 1986 — Первоцвет — бабушка
- 1987 — Нетерпение души — мать Лепешинского
- 1988 — Генеральная репетиция — Няня
- 1988 — Эти... Три верные карты... —  графиня
- 1988 — Мудромер — Екатерина Антоновна Загменная
- 1989 — Хочу сделать признание — Ганна Шкурко
- 1990 — Мудромер (фильм-спектакль) — Загменная Екатерина Антоновна
- 1990 — Небылицы про Ивана — старуха
- 1990 — Войди в каждый дом — эпизод
- 1990 — Плач перепёлки — эпизод
- 1990 — Страсти по Авдею (фильм-спектакль) — мать Зуйка
- 1991 — Царь Иван Грозный — Ануфриевна
- 1991 — Изгой — Ганка
- 1992 — Цена головы — нищенка
- 1993 — Истоки
- 1993 — Силуэт в окне напротив — тёща
- 1993 — Чёртовы куклы — старушка с намибийскими
- 1994 — Времена года
- 1994 — Лето любви — Стефания
- 1995 — Игра воображения — старуха в шляпе
- 2001 — Курортный роман — эпизод

## Память

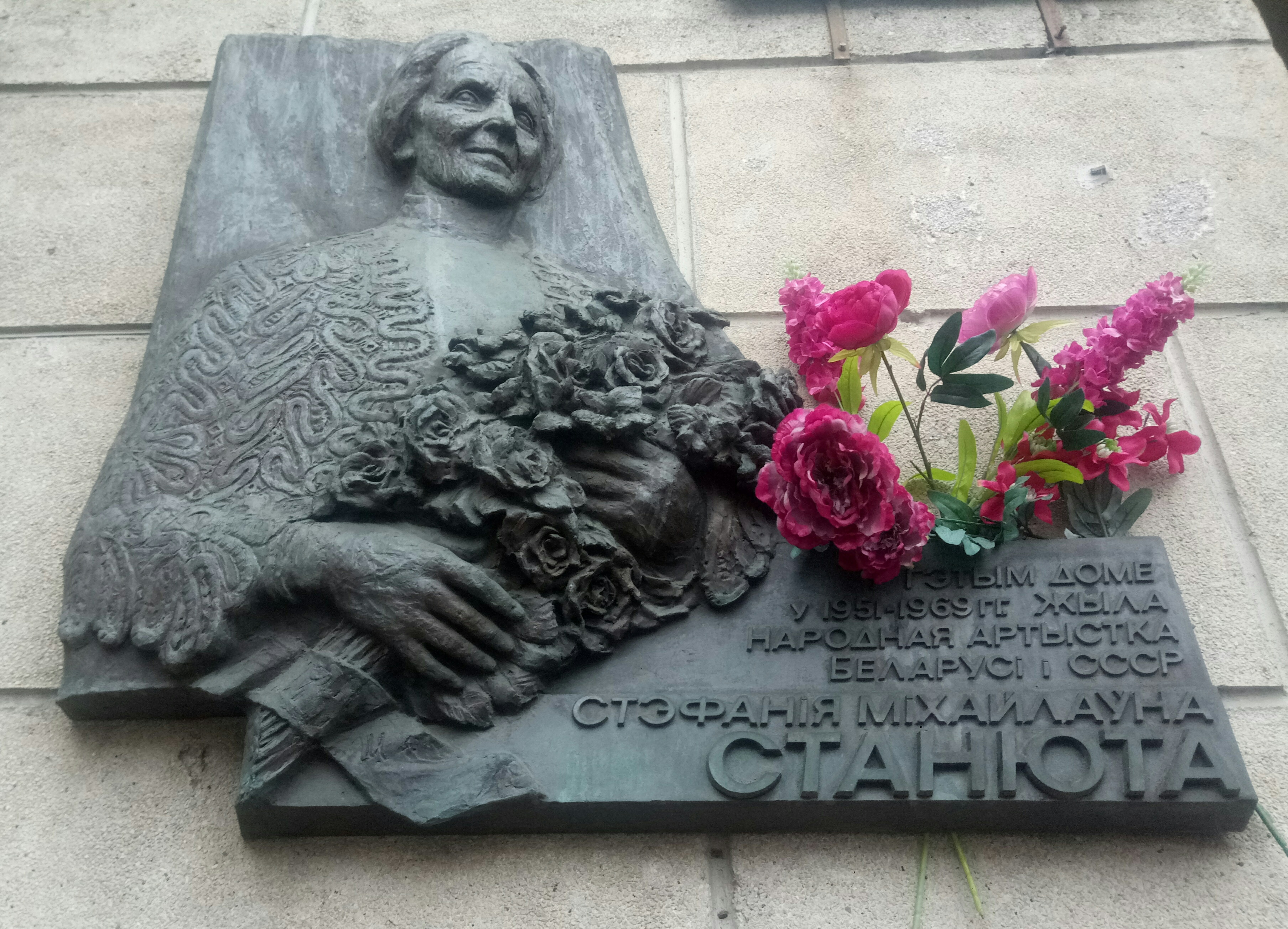
мемориальная табличка на доме № 19 по пр. Независимости

- Сын Александр издал книгу воспоминаний о матери. Первая вышла на белорусском языке в 1994 году, а дополненный вариант — «Жизнь актрисы» — на русском языке — в 2001 году.
- К 105-летию со дня рождения актрисы Александр Станюта издал роман «Городские сны», основанный на её личных письмах любимым мужчинам: актёру и сотруднику НКВД. Они были расстреляны[8].
- В память об актрисе 27 марта 2003 года на доме № 19 по проспекту Скорины (Независимости) в Минске была установлена мемориальная доска, а 3 ноября этого же года — памятник на Восточном (Московском) кладбище. Автор памятника — скульптор В. Слободчиков[9].
- В Белорусском драматическом театре имени Я. Купалы организуются вечера памяти Стефании Станюты.
- В Государственном музее истории театральной и музыкальной культуры Беларуси есть комната, посвящённая Стефании Станюте.
- Министерство связи и информатизации Республики Беларусь 13 мая 2005 года ввело в почтовое обращение марку «100 лет со дня рождения С. М. Станюты», подготовленную издатцентром «Марка» РУП «Белпочта» (художники В. Терентьев и Ю. Тореев).
- К 100-летию актрисы был выпущен памятный буклет[5].